# Monolepta leechi
Monolepta leechi es una especie de insecto coleóptero de la familia Chrysomelidae.
Fue descrita científicamente en 1963 por Jacoby.